# Exploration scientifique de la Tunisie. Catalogue raisonné des plantes vasculaires de la Tunisie
Exploration scientifique de la Tunisie. Catalogue raisonné des plantes vasculaires de la Tunisie (abreviado Expl. Sci. Tunisie, Cat. Pl.) es un libro con ilustraciones y descripciones botánicas que fue escrito conjuntamente por Jean François Gustave Barratte & Edmond Bonnet. Fue publicado en el año 1896.